# Józef Pruchniewicz

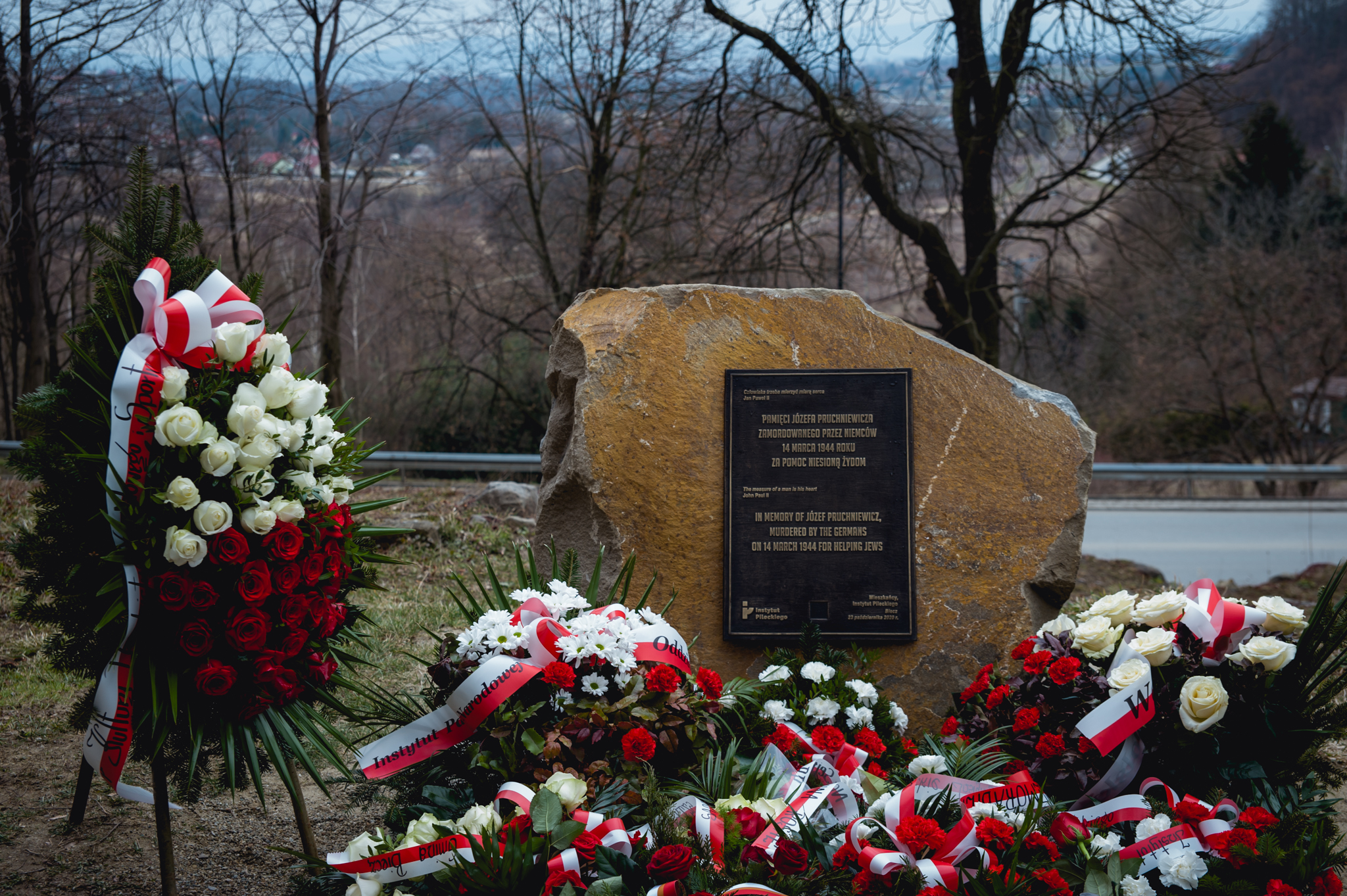
Kamień w Bieczu upamiętniający Józefa Pruchniewicza

Józef Pruchniewicz (ur. 14 marca 1887 r., zm. 14 marca 1944 r.) – polski furman i rolnik, Sprawiedliwy wśród Narodów Świata.

## Życiorys
Józef Pruchniewicz był furmanem często pracującym dla żydowskich kupców, a także wspólnie z małżonką Marianną Pruchniewicz prowadził gospodarstwo rolne w Przedmieściu Dolnym nieopodal miasta Biecz. Para miała siódemkę dzieci, z których dwie córki, Jadwiga i Helena, dożyły wybuchu II wojny światowej i mieszkały z rodzicami. W grudniu 1942 roku Pruchniewicz udzielił schronienia ukrywającej się w lesie żydowskiej rodzinie kupieckiej Blumów, przez którą był zatrudniany do przewożenia towarów do ich sklepu bławatnego na bieckim rynku. Kryjówką był odtąd strych stajni w gospodarstwie graniczącym z mostem kolejowym będącym pod ścisłym nadzorem niemieckiej policji kolejowej (Bahnschutzpolizei). W czasie ukrywania Blumów Pruchniewiczowie byli zmuszeni przyjmować żołnierzy niemieckich jako gości. Pruchniewiczowie ukrywali i żywili z nich czwórkę do listopada 1943 r., tj. przez 16 miesięcy. 14 marca 1944 r. Pruchniewicz został poinformowany o czekającym go aresztowaniu, jednak nie skorzystał z możliwości ucieczki. Tego samego dnia był on przesłuchiwany przez oficerów Gestapo oraz miały miejsce rewizja i rabunek jego gospodarstwa. Następnie został przetransportowany do siedziby Gestapo w Jaśle przy ul. Na Młynek. Jego nazwisko znalazło się na afiszu z listą wykonanych wyroków śmierci.

## Upamiętnienie
Józef Pruchniewicz został uhonorowany przez Jad Waszem tytułem Sprawiedliwego wśród Narodów Świata 26 października 2008 roku. Razem z nim została uhonorowana jego małżonka, Marianna Pruchniewicz.
23 marca 2021 r. w Bieczu odbyła się uroczystość odsłonięcia kamienia z tablicą poświęconą Józefowi i Mariannie Pruchniewiczom. W wydarzeniu wzięła udział wiceminister kultury i dziedzictwa narodowego Magdalena Gawin, inicjatorka projektu Zawołani po imieniu, którego częścią była uroczystość.